# Битка код острва Ренел
Битка код острва Ренел је вођена од 29. јануара до 30. јануара 1943. године и била је то последња битка између морнарице САД и јапанске морнаричке авијације за време дуге Гвадалканалске кампање током Другог светског рата. битка се одиграла на јужном Пацифику између оства Рендел и острва Гвадалканал, која се налазе у саставу јужних Соломонових острва.
У бици, јапански морнарички торпедни бомбардери базирани на аеродромима, требало је да обезбеде заштиту предстојеће евакуације јапанских снага са Гвадалканала и да изврше неколико напада током два дана на ратне бродове Сједињених Америчких Држава који су оперисали јужно од Гвадалканала. Осим што су имали задатак да нападну било који јапански брод који им се нађе у домету, амерички бродови су штитили савезнички конвој транспортних бродова, који је превозио замену за уморне војнике на Гвадалканалу. Резултат јапанског ваздушног напада; једна америчка тешка крстарица потопљена, а један разарач тешко оштећен. Остали амерички ратни бродови су били присиљени да одступе ка јужној области Соломонових острва. Делом због тог успеха, и враћања америчких ратних бродова назад, Јапанци су успели да изврше успелу евакуацију својих преосталих снага са Гвадалканала (Операција Ке), остављајући у савезничке руке Гвадалканал и то је уједно крај борбе за ово острво.

## Позадина
Савезничке снаге (првенствено америчке) су се 7. августа 1942. године искрцале на острва; Гвадалканал, Тулаги, Гавуту и Танамбога, сва из састава Соломонових острва. Искрцавање савезника на ова острва изведено је да би се спречило њихово коришћење од стране Јапанаца као базе за пресецање снабдевачких путева из САД за Аустралију и уједно обезбедили острва као стартне тачке за поход, чији би евентуални циљ био: изолација главне јапанске базе на том делу Пацифику - лука Рабаул, а у исто време, подршка савезничкој кампањи на Новој Гвинеји. Ова искрцавања су подстакла шестомесечну Гвадалканалску кампању.
Последњи велики покушај Јапанаца да одбаце савезничке снаге са Гвадалканала и Тулагија је пропао током одлучујуће морнаричке битке за Гвадалканал у новембру 1942. године. Од тада јапанска морнарица је била у стању да испоручи само основне залихе и мало нових војника за попуну својих снага на Гвадалканалу. Због сталне претње од савезничких авиона базираних на Гвадалканалском аеродрому „Хендерсенова поља“, плус оближњи амерички носачи авиона, Јапанци су испоручивали ове залихе ноћу, обично разарачима и подморницама, у операцији коју су савезници назвали „Токио експрес“. Међутим те залихе и попуне нису биле довољне за одржавање јапанских трупа на острву, на коме су почевши од 7. децембра 1942. године губиле око 50 војника сваког дана због неухрањености, болести и напада савезничких авиона. Дана, 12. децембра јапанска морнарица предлаже да се Гвадалканал напусти. Упркос противљењу вођа у јапанској армији, који су се још надали да би Гвадалканал могао да се преузме од савезника, јапански империјални генералштаб са дозволом цара, се 31. децембра 1942. године сагласио да се евакуишу све јапанске снаге са острва и успостави нова линија одбране Соломонових острва на острву Нова Џорџија.
Јапанци су намеравали да спроведу евакуацију њихових снага са Гвадалканала - Операција Ке, и планирају да извршење операције почне 14. јануара 1943. године.. Значајни елемент у том операцијском плану је извесна ваздушна надмоћ у кампањи која је требало да почне 28. јануара, са задатком спречавања савезничких авиона и ратних бродова да ометају финални стадијум операције Ке, који је био, стварна евакуација свих јапанских снага са Гвадалканала..
Савезничке снаге погрешно тумаче, да је операција Ке припрема за почетак још једне јапанске офанзиве, и покушај да поврате Гвадалканал. У исто време, адмирал Вијам Хелси, општи командант свих савезничких снага ангажованих у бици за Гвадалканал, је био под притиском својих претпостављених да комплетно замени америчку 1. дивизију морнаричке пешадије (маринци), која је била ангажована у тој бици од кад је почело искрцавање у августу 1942. године, свежим америчким трупама. Хелси се надао да ће стећи предност у, како је веровао, предстојећој јапанској офанзиви, увлачећи јапанске морнаричке снаге у битку, и у исто време, он ће испоручити замену за снаге на Гвадалканалу. Адмирал Хелси 29. јануара спрема и шаље према јужној области Соломонових острва пет група ратних бродова са задатком да заштите конвој са трупама и увуку у борбу било које јапанске морнаричке снаге које би дошле у њихов домет. У ових пет група се налазило: 2 носача авиона, 2 ескортна носача авиона, 3 бојна брода, 12 крстарица и 25 разарача.
У фронталном делу ове флоте бродова, налазио се конвој са трупама ТГ 62.8 (Task Group-TG 62.8), састављен од 4 транспортна брода и 4 разарача. Испред овог конвоја, између острва Ренел и Гвадалканала, ближу заштиту је пружала оперативна ескадра ТФ 18 (Task Force 18-TF 18), под командом контраадмирала Роберта Гифена, састављена од тешких крстарица Вичита, Чикаго и Луисвил; лаких крстарица Монпеље, Кливленд и Колумбија; ескортних носача авиона Ченанго и Суван; и 8 разарача. Адмирал Гифен је командовао групом ТФ 18 са крстарице Вичита. Група у којој је био носач авиона Ентерпрајз, налазила се 250 наутичких миља иза ТГ 62.8 и ТФ 18. Групе у којима се налазио други носач авиона и бојни бродови биле су још 150 наутичких миља иза групе у којој се налазио Ентерпрајз. Адмирал Гифен, заједно са крстарицом Вичита и два ескортна носача авиона, управо је приспео на Пацифик, после учествовања у операцији бакља, у склопу северно афричке кампање. Такође, крстарица Чикаго се управо вратила на јужни Пацифик, након комплетног ремонта оштећења задобијених током битке код острва Саво, скоро шест месеци раније..

## Битка

### Увод
Да би заштитио конвој са трупама, ТФ 18 је задужен за сусрет са групом од 4 америчка разарача, стационираних код Тулагија, у 21:00 29. јануара да би извршили операцију чишћење „Рупе“, северно од Гвадалканала следећег дана, и заштитили искрцавање трупа на Гвадаканал. Међутим, пратећи ескортни носачи авиона, под командом комодора Бена Вајта, били су сувише спори (18 чвора) и онемогућавали Гифенове снаге да се састану у одређено време, зато Гифен оставља ескортне носаче авиона са два разарача у 14:00 и наставља даље брзином од 24 чвора. Свесни опасности од јапанских подморница, које је обавештајна служба пријавила у овој области, Гифен је наредио својим бродовима да се поставе одбрамбено, против-подморнички, не очекујући ваздушни напад. Крстарице су биле поређане у две колоне, међусобно одвојене 2.500 јарди. Вичита, Чикаго и Луисвил, тим редоследом, у старборду (гледано од задњег брода, сваки испред њега се налази удесно) и Монтпеље, Кливленд и Колумбија у порту (гледано од задњег брода, сваки испред њега се налази улево). Шест разарача је било раширено у полукругу 2 наутичке миље исред колоне са крстарицама.
Гифенове снаге биле су праћене од стране јапанских подморница, које су јављале Гифенову локацију и покрете свом морнаричком штабу. Око поднева, на основу подморничких извештаја, 32 бомбардера Мицубиши Г4М - „Бети“ стационираних на аеродромима код Мунде и на острво Бука на Соломоновим острвима, а вероватно, и са аеродрома у Рабаулу, узлетела су носећи торпеда како би напали Гифенове снаге. Један бомбардер „Бети“ се вратио због проблема са мотором, док су осталих 31 наставили напад.

### Напад 29. јануара
У сутон, из оперативне ескадре ТФ 18, која се кретала у правцу северозапада и налазила 50 наутичких миља северно од острва Ренел и 100 наутичких миља јужно од Гвадалканала, неколико бродова открива на својим радарима непознати авион 60 наутичких миља западно од њихове формације. Држећи се ранијег инсистирања на потпуној радио тишини, Гифен није имао никакво наређење у погледу сусрета са непознатим авионима, или било које наређење у опште, у вези с тим. По заласку сунца ловачка заштита оперативне ескадре ТФ 18 се вратила на два ескортна носача авиона због ноћи, остављајући Гифенове бродове без ваздушне заштите.
Остварени радарски контакт је био, у ствари, приближавање 31 јапанских „Бети“ торпедних бомбардера, који су кружили на југу од оперативне ескадре ТФ 18 и могли су да нападну са истока, јер их је штитила тамна позадина источног небеског свода иза њих. Бомбардери „Бети“ се деле у две групе, и прва, коју је чинило 16 авиона, врши напада на ТФ 18 у 19:19. У овом нападу сва торпеда избачена из прве групе бомбардера су промашила, а један авион је оборен дејством против-авионских топова са Гифенових бродова.
Верујући да је напад готов, Гифен наређује бродовима да прекину цик цак пловидбу и да наставе ка Гвадалканалу, истим курсем и истом брзином. У међувремену, други јапански авиони су бацали осветљавајуће пројектиле и светлеће плутаче, како би означили курс и брзину оперативне ескадре ТФ 18 и на тај начин помогли нападу који ће уследити од друге групе „Бети“ бомбардера.
У 19:38, друга група торпедних бомбардера „Бети“ напада; два торпеда погађају крстарицу Чикаго, изазивајући велика оштећења, која доводе до заустављања брода. Једно торпедо је погодило крстарицу Вичита али није експлодирало, два авиона „Бети“ су оборена дејством против-авионске артиљерије. У 20:08, Гифен наређује својим бродовима да окрену смер кретања, успоре на 15 чвора и да престану паљбу из против-авионских топова, што је довело до маскирања бродова. Јапански авиони напуштају подручје тек у 23:35. По великом мраку, Луисвил је успела да прикачи на шлеповање оштећену крстарицу Чикаго и полако су кренуле на југ, удаљавајући се од бојног поља, праћене осталим бродовима оперативне ескадре ТФ 18.

### Напад 30. јануара
Адмирал Хелси је одмах предузео кораке да заштити оштећену крстарицу Чикаго, обавештавајући ескортне носаче авиона да имају осигурану ловачку заштиту на месту са првим зрацима сунца, дајући задатак оперативној ескадри Ентерпрајза да се приближи и повећа ловачку заштиту ескортних носача авиона, и шаље трупни тегљач Навајо да преузме вучу Чикага од Луисвила, што је и завршено до 08:00. Између зоре и 14:00, бројни јапански извиђачки авиони су се приближили оперативној ескадри ТФ 18. Иако их је све разјурила ловачка заштита, они су имали времена да виде и пријаве позицију Чикага. У 12:15, група од 11 бомбардера „Бети“ је кренула у напад на оштећену крстарицу. Амерички бродови су знали да долазе „Бети“ бомбардери, јер су их на то упозорили аустралијски обални посматрачи на Соломоновим острвима, са проценом времена њиховог доласка око 16:00. Међутим, Хелси наређује остатку крстарица да оставе крстарицу Чикаго и иду ка острву Ефату на Новим Хебридима, што су оне и учиниле у 15:00, остављајући 6 разарача да штите крстарицу Чикаго и тегљач Навајо.
У 15:40, Ентерпрајз се налазио 43 наутичке миље удаљен од крстарице Чикаго, а 10 његових ловаца су формирали ваздушну патролу изнад оштећеног брода. У то време, 4 ловаца ваздушне патроле су гонили и оборили извиђачки бомбардер „Бети“. У 15:54, радар на Ентерпрајзу је открио долазак „Бети“ бомбардера и са носача авиона узлећу нових 10 ловаца да нападну долазеће јапанске авионе. Ескортни носачи авиона, међутим, су имали потешкоћа са узлетањем својих авиона, и то их је спречило да се прикључе нападу на јапанску формацију, све док се напад није завршио.
Први авион из јапанске формације се трудио да се приближи и нападне Ентерпрајз али се окренуо ка Чикагу након што се 6 ловаца укључило у борбу са њим. Четири друга ловца су јурили јапанске бомбардере и упали у против-авионску ватру са Чикага и пратећих разарача. Све у свему, 8 од 10 бомбардера „Бети“ је оборено дејством ловачких авиона и против-авионске артиљерије, али је већина њих избацила торпеда пре него што су уништени.
Једно торпедо је погодило разарач Ла Валета у предње погонско одељење, убивши 22 члана посаде и узрокујући тешко оштећење. Чикаго је погођен са 4 торпеда; једно у предњи део и три у задњи део брода. Капетан Чикага, Ралф Дејвис, наређује да се брод напусти и крстарица тоне након 20 минута. Навајо и пратећи разарачи су спасили 1049 чланова посаде, док је 62 члана посаде погинуло. Финални напад јапанских бомбардера није успео да пронађе преостале америчке бродове. Навајо је узео да вуче разарач Ла Валета, а сви остали бродови из оперативне ескадре ТФ 18, били су способни да наставе пловидбу ка луци на острву Еспирити Санто, без даљих инцидената..

## Последице
Јапанци су нашироко објавили резултат свог ангажовања, наводећи како су потопили „један бојни брод“ и „три крстарице“." Американци, са друге стране, су покушали да сакрију губитак Чикага од јавности за неко време, сам адмирал Честер Нимиц, главни командант савезничких пацифичких снага је претио да ће да „упуца“ било ког из његовог штаба, ко дозволи да процури информација о губитку Чикага до новинара. Хелси и Нимиц су кривили Гифена за пораз и оптужили га у званичним извештајима за тај период. Пораз и резултат међусобних оптужби, нису се показали за каријеру Гифена превише неповољни; он наставља да води оперативне ескадре са бојним бродовима и крстарицама до 1944. године и касније је унапређен у вицеадмирала.
Због јапанских ваздушних напада само на бродове ескадре ТФ 18, савезнички транспорт је био способан да доврши своју мисију довожења америчке 2. дивизије морнаричке пешадије на Гвадалканал, током задња два дана у јануару. За то време остале савезничке морнаричке снаге, укључујући и два флотна носача авиона, биле су стациониране у Коралном мору, ишчекујући извесну јапанску офанзиву у подручју Соломонових острва.
У стварности, међутим, јапански план је био, довршити тајно евакуацију њихових постојећих снага са Гвадалканала, током три ноћи између 2. фебруара и 7. фебруара. Након што је ескадра ТФ 18 била принуђена да се врати, веома мало савезничких морнаричких снага је остало у непосредној области Гвадалканала, допуштајући Јапанцима да успешно спасу све њихове копнене снаге. Савезници нису схватили да се евакуација дешава, све док се није завршила. Ове евакуисане копнене снаге ће представљати важан део у будућим биткама између Јапана и савезника у критичној Соломонској кампањи.